# Marwa Hassani
Pour les articles homonymes, voir Hassani.
Marwa Hassani (en arabe : مروة الحساني), née le 15 septembre 2002 à Tournan-en-Brie en France, est une footballeuse internationale marocaine qui joue au poste de défenseure.

## Biographie
Marwa Hassani est née à Tournan-en-Brie de parents marocains.

### Carrière en club

#### Formation
Marwa Hassani évolue d'abord au SC Gretz Tournan puis à l'US Vaires en Seine-et-Marne avant de rejoindre et parfaire sa formation au Paris FC. Elle découvre la D2 féminine avec la VGA Saint-Maur.
Le 18 juin 2022, elle quitte sa région natale pour rejoindre le FF Yzeure dans l'Allier.

#### Avec le FF Yzeure (2022-2023)
Après avoir pris part à la préparation de la saison, elle dispute son premier match officiel avec Yzeure le 17 septembre 2022 en entrant en jeu contre Thonon Évian dans le cadre de la 2e journée de Division 2.
Elle est titularisée pour la première fois le 2 octobre 2022 lors de la victoire à domicile 1-0 contre Clermont Foot 63.
Le 20 novembre 2022, Yzeure qui, hérite de l'AS Saint-Etienne en Coupe de France, se fait sortir dès le 1er tour fédéral (2-0). Marwa Hassani dispute l'intégralité du match.
Le 2 avril 2023 est une journée à oublier pour Marwa Hassani puisqu'elle reçoit un carton rouge contre le Le Puy à la 55e minute du match qui se joue au Le Puy-en-Velay. Les Yzeuriennes terminent le match dans un premier temps à dix, puis à neuf après une seconde expulsion de sa coéquipière Inès Ou Mahi. Son équipe craque et perd le match dans le temps additionnel (1-0).
À la fin de la saison, Marwa Hassani aura disputé un total de 16 matchs avec le club d'Yzeure dont 14 titularisations.
Avec 12 défaites et 7 victoires, son équipe est reléguée dans un premier temps en D3. Mais le club, qui connaît des difficultés financières, est finalement rétrogradé administrativement en Régional 1 après un contrôle de la DNCG.

#### Avec le MYF Bessay (depuis 2023)
Marwa Hassani quitte le FF Yzeure mais reste dans l'Allier en rejoignant le club voisin du MYF / Bessay qui évolue en Régional 1.
Le 12 novembre 2023 à Saint-Martin-en-Haut et dans un match prolifique face à l'AS Saint-Martin, elle inscrit un but d'un lob de 35 mètres qui permet à son équipe de décrocher le point du match nul (4 buts partout).

## Carrière internationale

### Équipe du Maroc -17 ans
Marwa Hassani reçoit une première convocation par Lamia Boumehdi pour un rassemblement de la sélection marocaine des moins de 17 ans, en novembre 2017 à Rabat afin d'affronter la Guinée équatoriale en match amical. Mais le match est finalement annulé.

### Équipe du Maroc -20 ans
Marwa Hassani reçoit sa première convocation en équipe nationale du Maroc des -20 ans début mai 2019 pour un stage à Rabat au cours duquel la sélection affronte son homologue du Gabon en deux matchs amicaux,.
La défenseure de Saint-Maur dispute la campagne de qualifications à la Coupe du Monde des moins de 20 ans 2022, mais l'équipe ne parvient pas à se qualifier pour la phase finale au Costa Rica. Le Maroc est éliminé par le Sénégal lors du quatrième tour aux tirs au but.

### Équipe du Maroc -23 ans
Elle est sélectionnée par Stéphane Nado pour prendre part à deux matchs amicaux avec l'équipe du Maroc des -23 ans qui vient de voir le jour, contre le Cameroun les 6 et 9 avril 2023 au Complexe Mohammed VI. Elle dispute le premier match en tant que titulaire (défaite marocaine, 1-2).

### Équipe du Maroc
Le 26 novembre 2020, alors qu'elle ne figurait pas initialement dans la liste des convoquées pour le stage de l'équipe A à Accra, elle dispute ses premières minutes internationales face au Ghana en étant titulaire.
Elle est convoquée par Reynald Pedros pour la Coupe Aisha Buhari en septembre 2021 et au stage en Espagne le mois suivant. Alors que le Maroc prépare la CAN 2022, elle n'entre plus dans les plans du technicien français et n'est pas sélectionnée pour les stages et matchs amicaux qui précédent la compétition.

#### Préparations à la Coupe du monde 2023
Marwa Hassani est appelée à nouveau par Pedros plus d'un an après sa dernière convocation, pour prendre part à un stage à Marbella en Espagne durant la fenêtre FIFA du mois de novembre 2022. Lors de ce stage, le Maroc affronte l'Irlande (24ème au rang mondial). Bien que dans le groupe, elle ne joue aucune des deux rencontres.

## Statistiques

### En club
| Saison                | Club                  | Championnat           | Championnat | Championnat | Coupe(s) nationale(s) | Coupe(s) nationale(s) | Total | Total |
| Saison                | Club                  | Division              | M.          | B.          | M.                    | B.                    | M.    | B.    |
| 2020-2021             | VGA Saint-Maur        | Division 2            | 4           | 0           | -                     | -                     | 4     | 0     |
| 2021-2022             | VGA Saint-Maur        | Division 2            | 16          | 0           | 1                     | 0                     | 17    | 0     |
| Sous-total            | Sous-total            | Sous-total            | 20          | 0           | 1                     | 0                     | 21    | 0     |
| 2022-2023             | FF Yzeure             | Division 2            | 15          | 0           | 1                     | 0                     | 16    | 0     |
| Sous-total            | Sous-total            | Sous-total            | 15          | 0           | 1                     | 0                     | 16    | 0     |
| 2023-2024             | MYF / Bessay          | Régional 1            | 6           | 1           | 1                     | 0                     | 7     | 1     |
| Total sur la carrière | Total sur la carrière | Total sur la carrière | 41          | 1           | 3                     | 0                     | 44    | 1     |

### En sélection

#### Maroc -20 ans
Le tableau suivant liste les rencontres de l'équipe du Maroc -20 ans auxquelles Marwa Hassani a pris part :

#### Équipe du Maroc
Le tableau suivant liste les rencontres de l'équipe du Maroc auxquelles Marwa Hassani a pris part :
| Sélection | Année | Matchs | Buts | Assists |
| --------- | ----- | ------ | ---- | ------- |
| Maroc     | 2020  | 2      | 0    | 0       |
| Maroc     | 2021  | 2      | 0    | 0       |
| Total     | Total | 4      | 0    | 0       |

## Palmarès

### En sélection
Équipe du Maroc
- 2e place à la Coupe Aisha Buhari 2021